# Thranius simplex fulvus
Thranius simplex fulvus es una subespecie de escarabajo longicornio del género Thranius, tribu Thraniini, subfamilia Cerambycinae. Fue descrita científicamente por Pu en 1992.

## Descripción
Mide 19 milímetros de longitud.

## Distribución
Se distribuye por China.